# Dalbijja
Dalbija (arab. دلبيا) – miejscowość w Syrii, w muhafazie Idlib. W 2004 roku liczyła 1204 mieszkańców.